# Farbtypenlehre
Die Farbtypenlehre ist eine Theorie, die anhand von Hautton, Augen- und Haarfarbe eine Zuordnung bestimmter Farbtabellen für Kleidung und Make-up und Innenarchitektur herstellt. Damit soll das Aussehen eines bestimmten Menschen über seine Zuordnung zu einem Farbtyp mit seinem Äußeren und Lebensumfeld harmonieren. Beruflich wird die Anwendung dieser erweiterten Farbsysteme Farbberatung genannt, ein Teil der Farb- und Stilberatung.

## Historische Entwicklung

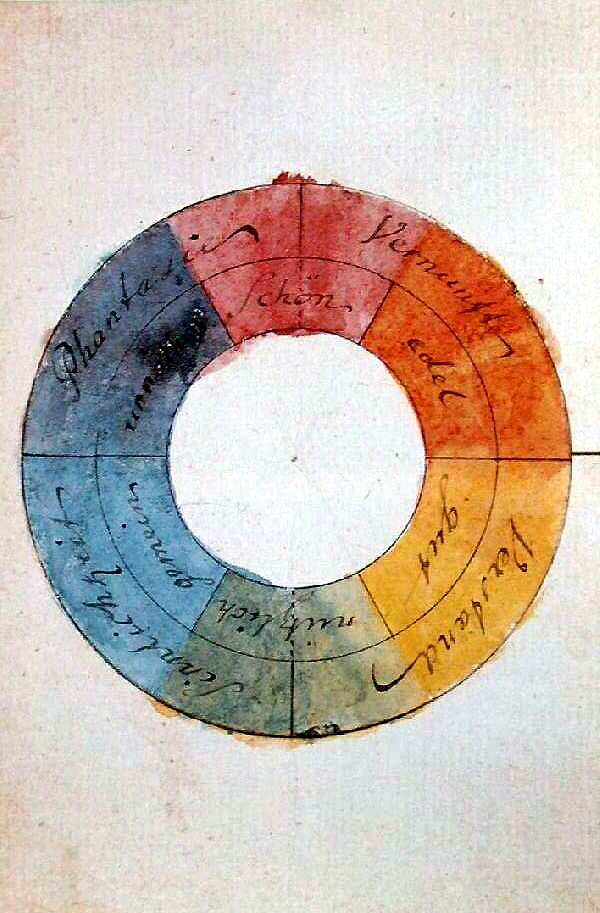
Farbenkreis, aquarellierte Federzeichnung von Goethe, 1809
Original: Freies Deutsches Hochstift – Goethe-Museum im Goethe-Haus, Frankfurt

Farbkreis von Johannes Itten, 1961

Bereits Johann Wolfgang von Goethe beschäftigte sich im Austausch mit Malern und Philosophen intensiv mit dem Phänomen Farbe, wobei er von der Einheit der Natur ausging und im gesuchten Widerspruch zu Isaac Newton stand.
Eine der Theorien zur Einteilung von Menschen in Farbtypen geht auf den Schweizer Maler, Graphiker und Kunstpädagogen Johannes Itten (1928) zurück. Ittens Studenten sollten für seine Forschungen zum Zusammenhang von Form und Farbe ihre individuelle Vorstellung von harmonischen Farben malen. Itten ordnete die jeweiligen Farbakkorde den entsprechenden Studenten zu, worauf er die unterschiedlichen Auswirkungen von Farben auf die Gesichtszüge von Menschen untersuchte.
An Kunstakademien in den USA wurde eine Farbtypenlehre entwickelt, der zufolge jeder Mensch einen Hautunterton hat, welcher von Geburt an besteht und sich im Verlauf des Lebens nicht ändert.

## Einteilung nach Haut- und Farbtypen
Obwohl die menschlichen Hautfarben in einem breiten Bereich unterschiedlich sind, wird beim Unterton auf zwei Haupt-Varianten begrenzt. Mit warmtonig sind gelblich oder sehr selten vorkommende rötlich unterlegte Hautfarben bezeichnet, mit kalttonig entsprechend die bläulich unterlegten Hauttöne. Neben diesem Blauwert für die Einteilung der Hauptklassen  werden Hautfarben außerdem nach ihrer Intensität und dem Lichtwert des jeweiligen Farbtones unterteilt. So werden vier Farbtypen gebildet, die in Anlehnung an die vier Jahreszeiten benannt sind. Damit werden aufgrund der Ähnlichkeit der mit den Jahreszeiten harmonierenden Farben und den dort jeweils vorherrschenden Farbtönen „handliche Bezeichnungen“ gebildet.

### Warmtonig
Frühlingstyp
- Heller Typ mit warmem (golden-rosigem) Hautton und heller Haarfarbe mit goldenen bis rötlichen Reflexen. Der Teint ist zart und bräunt schlecht. Sommersprossen können vorkommen.
- Augenfarben: Hellgrün, Hellbraun.
- Gut harmonierende Farben: Lindgrün, Frühlingsgrün,  Champagner, Honig, Cognac, Türkis, Aquamarin, Apricot, Lachsrot, Hummerrot, Mohnrot, Gold

Herbsttyp
- Gedeckter Typ mit warmem (golden-rosigem) Teint und rotbraunen, roten oder auch mittel- bis dunkelblonden Haaren mit goldenem Schimmer oder einem Honigton. Der Teint ist zart, bräunt schlecht, schnell entsteht Sonnenbrand. Sommersprossen können vorkommen.
- Augenfarben: Braun, Grün.
- Gut harmonierende Farben: Rostrot, Kupferrot, Kastanienrot, Olivgrün, Tannengrün, Goldbeige, Camel, Rehbraun, Schokobraun, Senfgelb, Petrolblau, Kupfer

### Kalttonig
Sommertyp
- Blasser Typ mit kühlem (bläulich-rosigem) Hautton und Haarfarbe mit aschigen Reflexen
- Augenfarben: Blaugrau, Blaugrün, Graugrün, Graublau, Grau, sehr selten Graubraun
- Gut harmonierende Farben: Jeansblau, Himmelblau, Silbergrau, Taupe, Mauve, Flieder, Lavendel, Rosétöne, Himbeerrot, Mintgrün, Schilfgrün, Platin

Wintertyp

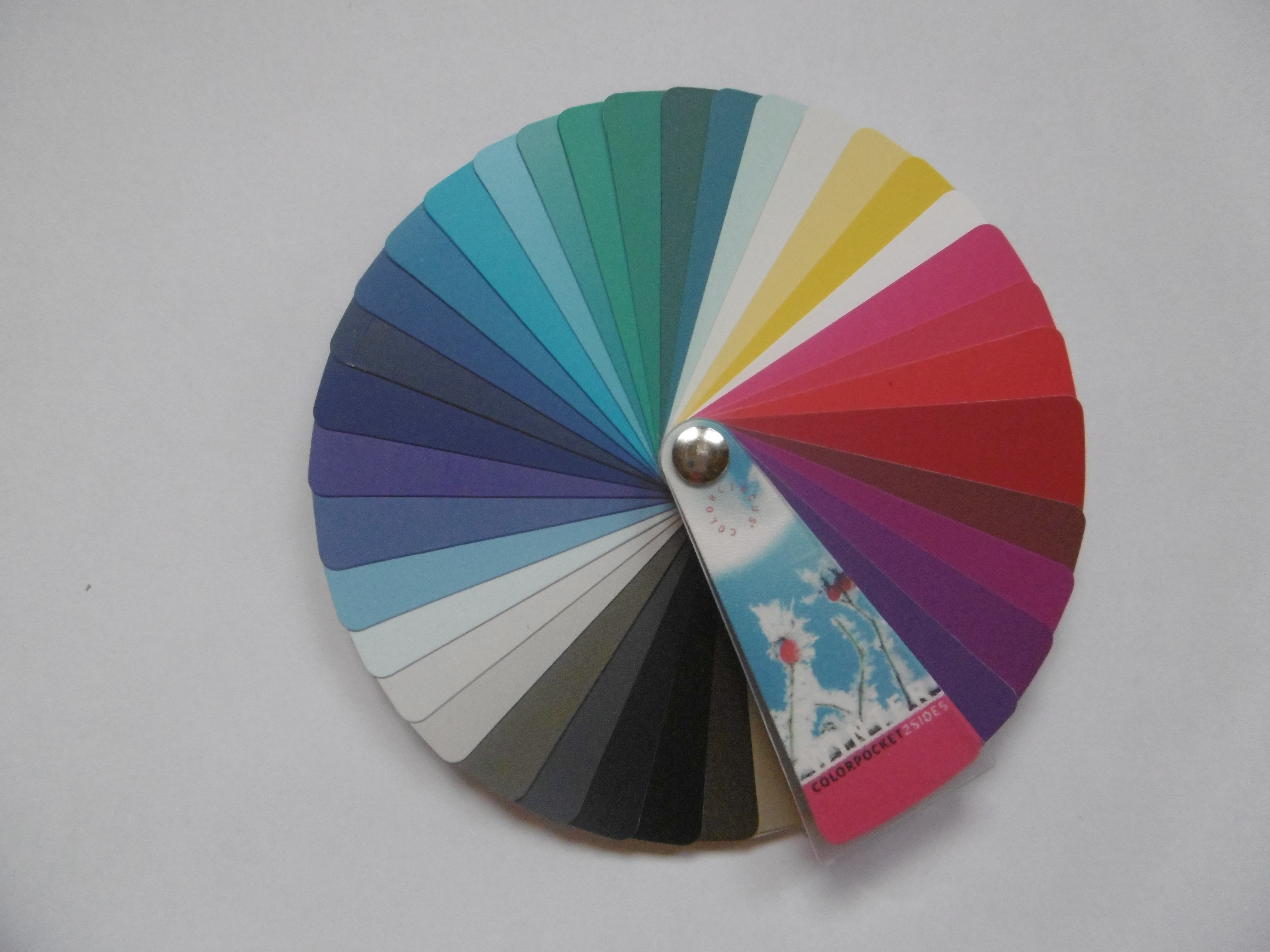
Farbskala "Winter"

- Typ mit kühlem (bläulichem oder olivfarbenem) Hautton und hellen bis dunklen Haarfarben. Von sehr schnell bräunend bis gar nicht bräunend kommt alles vor.
- Augenfarben: Jede Augenfarbe möglich.
- Gut harmonierende Farben je nach Lichtwert: Weiß, Schwarz, Pink, Magenta, Purpur, Krokus, Kirschrot, Smaragdgrün, Chromgrün, Zitronengelb, Enzianblau, Royalblau, Nachtblau, Lavendelblau, Kornblumenblau, Violett, Eisfarben wie Eisblau, Eisrosé, Silber. Ggf. auch Neonfarben.
- Die meisten mediterranen, asiatischen und orientalischen Menschen gehören dem Wintertyp an.

## Individuelle Farbberatung
Die klassische Einteilung in vier Jahreszeiten wurde bereits in den 1980er Jahren zur „Individuellen Farbberatung“ im Rahmen der Farb- und Stilberatung erweitert. Diese ist notwendig, wenn sich eine Person nicht ausreichend in das klassische Farbbild der symbolischen vier Jahreszeiten einordnen lässt. Die Palette der individuellen Farbskala des Farbmischtyps ermöglicht ein erweitertes Farbbild. Es erfolgte eine Erweiterung um den hellen Typen, den dunklen Typen und weitere Mischtypen. So wird besser auf die individuelle Persönlichkeit abgestimmt, indem optimale Zwischentöne in die Farbberatung einbezogen werden. Die Dokumentation erfolgt über variable Farbpässe. Die Farbberatung wurde entsprechend der Vielfalt der Menschen individueller.
Zu beachten ist, dass Wirkung und Einordnung von Farben entscheidend von der jeweiligen Beleuchtung abhängen (siehe Farbwiedergabe). So wird bei einer Beratung eine Beleuchtung in einem natürlichen Tageslichtspektrum angestrebt. Ebenso ist die Farbrezeption stark von subjektiven Faktoren abhängig (siehe Farbwahrnehmung, Rot-Grün-Sehschwäche).

## Trends und Entwicklungen
- Mögliche Beziehungen zwischen menschlicher Psyche und Farben hat der Schweizer Psychologe Max Lüscher 1947 untersucht. Er leitete daraus mit seinem Lüscher-Farbtest ein System ab, um aus bevorzugten Farbtönen und Farbbeziehungen einer Testperson auf deren Charaktereigenschaften und Eignungen für bestimmte Aufgaben schließen zu können.[1] Die kulturelle und erzieherische Prägung bleibt durch die grundsätzliche Festlegung von Beziehungen zwischen den Eigenschaften einer Personen und ihrer Farbstruktur unbeachtet. Die Lüscher-Methode wird allerdings als nicht valide kritisiert[2], wurde aber zu einem kommerziellen System ausgebaut. Ein ähnlicher Test, der Frieling-Test, wurde von dem Zoologen und Farbforscher Heinrich Frieling entwickelt.

- Die Analyse der Farbtypen wird zunehmend individueller gestaltet. Es werden die Eigenfarben unter Bezug auf Haut-, Augen-, Augenbrauen- und Haarfarbe bestimmt und in den Farbtyp übersetzt. Diese individuell angepassten Farbentsprechungen werden in eine individuell angepasste Farbpalette übertragen. Damit ergibt sich unabhängig von den Jahreszeit-Typen ein System aus 26 verschiedenen Typen, die wiederum untereinander mischbar sind und das nach oben offene, individuelle System ergeben. Die Vielfalt menschlicher Erscheinungsweisen kann dadurch besser unterstrichen werden.[3]